# Can't Blame a Girl for Trying
Can't Blame a Girl for Trying é o extended play (EP) de estreia da cantora norte-americana Sabrina Carpenter, lançado em 8 de abril de 2014 através da Hollywood Records. O EP foi produzido por Brian Malouf, Jim McGorman, Robb Vallier, Matt Squire, Steve Tippeconic, Scott Harris, John Gordon e Julie Frost.
Musicalmente, o projeto possui uma sonoridade folk e pop. Sua produção é composta por guitarras, piano, bateria e teclado. Em geral, o EP fala sobre amor e problemas adolescentes.
Can't Blame a Girl for Trying produziu dois singles, "Can't Blame a Girl for Trying", lançado em 14 de março de 2014, e "The Middle of Starting Over", lançado em 19 de agosto de 2014.

## Antecedentes e gravação
Carpenter ficou fortemente envolvida com o Disney Channel em 2013, gravando várias canções para projetos da emissora, incluindo "Smile" para o álbum Disney Fairies: Faith, Trust and Pixie Dust e "All You Need" da trilha sonora de Sofia the First. No mesmo ano, ela assinou um contrato com a gravadora Hollywood Records para lançar seu próprio material. Carpenter planejou lançar um EP e depois um álbum de estúdio. Ela lançou um EP de quatro faixas e então lançou uma versão completa do material com oito faixas adicionais no ano seguinte.

## Singles
"Can't Blame a Girl for Trying" é o primeiro single do EP. Ele foi lançado dia 14 de Março de 2014 no iTunes e um dia antes com exclusividade na Rádio Disney e o clipe da música foi lançado dia 28 de Março do mesmo ano. A canção ganhou um Rádio Disney Music Award na categoria "Melhor Canção Apaixonada".
"The Middle of Starting Over" foi anunciado como segundo single do EP e seu lançamento foi dia 20 de Agosto de 2014. .
Todas as canções do EP foram posteriormente incluídas no primeiro álbum de estúdio de Carpenter, Eyes Wide Open, que foi lançado dia 14 de abril de 2015 pela Hollywood Records.

## Lista de faixas
| N.º            | Título                          | Compositor(es)                           | Produtor(es)                   | Duração |  |
| 1.             | "Can't Blame a Girl for Trying" | Meghan Trainor Al Anderson Chris Gelbuda | Brian Malouf                   | 2:49    |  |
| 2.             | "The Middle of Starting Over"   | Jim McGorman Robb Vallier Michelle Moyer | Malouf McGorman Vallier        | 3:32    |  |
| 3.             | "White Flag"                    | Cara Salimando Scott Harris Matt Squire  | Squire Steve Tippeconic Harris | 3:18    |  |
| 4.             | "Best Thing I Got"              | John Gordon Julie Frost                  | Gordon Frost                   | 3:19    |  |
| Duração total: | Duração total:                  | Duração total:                           | Duração total:                 | 12:58   |  |

## Tabelas musicais
| Chart (2014)                      | Melhor posição |
| --------------------------------- | -------------- |
| US Heatseekers Albums (Billboard) | 2              |